# Останній вартовий
«Останній вартовий» (англ. The Last Sentinel) — постапокаліптичний фільм режисера Джессі В. Джонсон (як Джессі Джонсон). Прем'єра відбулася у березні 2007 року в Америці. Зйомки відбувалися в Лос-Анджелесі, штат Каліфорнія.

## Опис фільму
Ніяких емоцій. Немає страху. Немає болю. Вони були прекрасними солдатами для захисту цивілізації, поки гомін поліції не став ідеальним ворогом. Ще трохи залишилося надії для людства, Талліс, поліпшений електронним способом солдат, рятує найкращих повстанців з невдалої опірної місії. Сила, з якою не можна не рахуватися, вона буде вчитися боротися і думати, як машина для фінальної битви, щоб спасти рід людський.

## Список акторів
- Пітер Аллас — злий поліцейський
- Метью Р. Андерсон — MSgt. Вашингтон (як Метт Андерсон)
- Стівен Бауер — Дрон-Вчений
- Кіт Девід — Полковник Нортон/Гун Голос 2
- Джо Гесс — Оператор #2
- Медді Говард — Репортер
- Еркен Іялгасей — Злий Стрілець
- Лілліанна Манро Джонсон — Маленька дівчинка (як Lilliana Munro Johnson)
- Віолет Боудікка Джонсон — Маленька дівчинка (як Віолет Б. Джонсона)
- Каміль Джульєтта — Маленька дівчинка
- Т. К. Лолор — Супер-Дрон
- Давнн Льюїс — Ангел-Талліс — гвинтівка (голос)
- Девід Метті — Супер-Дрон
- Керін Косар — Дрон-Вчений № 2
- Філлі Філлі — Гоунд Дог